# Mia Love

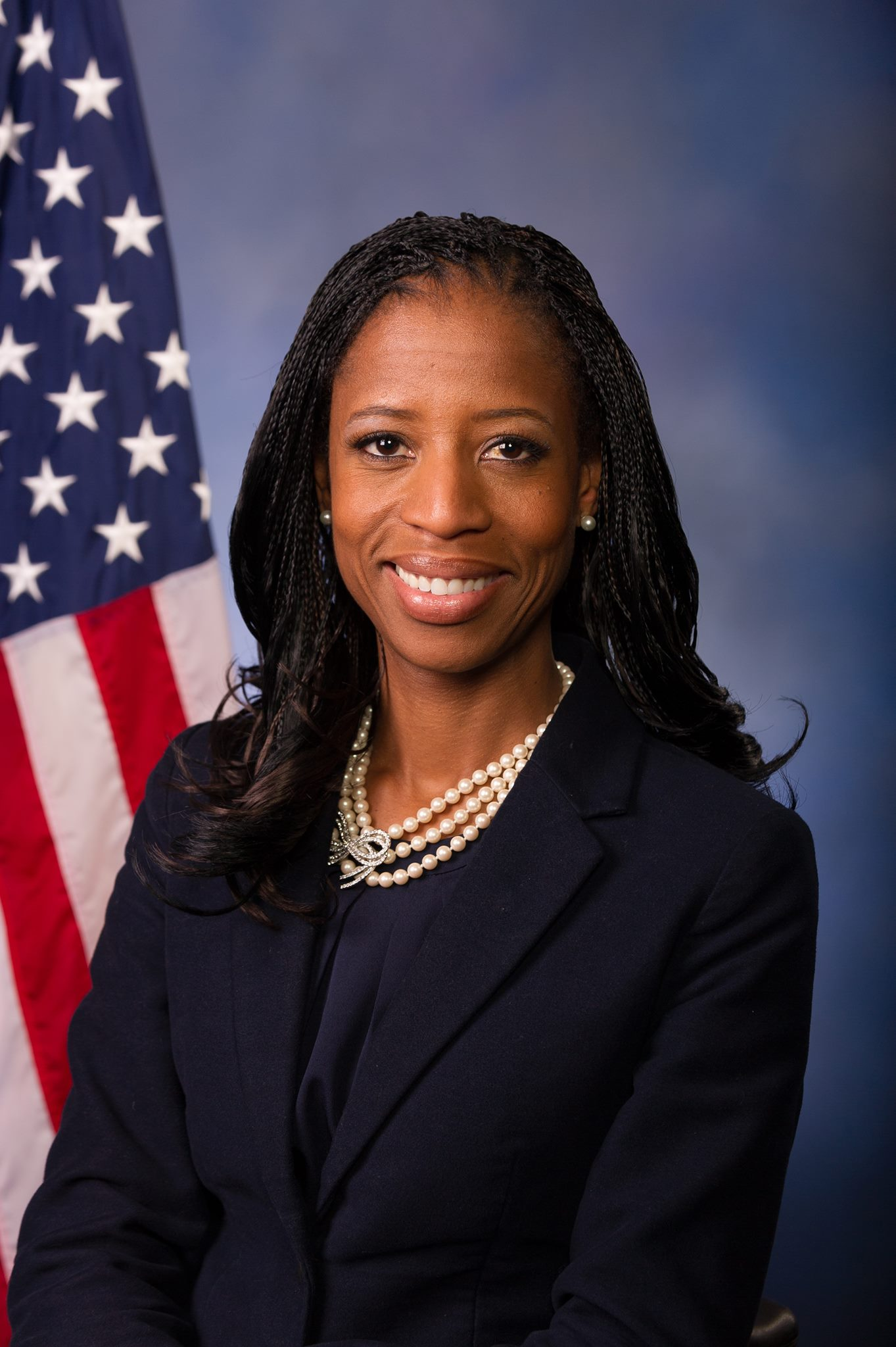
Mia Love (2015)

Ludmya „Mia“ Bourdeau Love (* 6. Dezember 1975 in New York City, New York; † 23. März 2025 in Saratoga Springs, Utah) war eine amerikanische Politikerin der Republikanischen Partei. Von 2015 bis 2019 gehörte sie dem Repräsentantenhaus der Vereinigten Staaten für den 4. Kongresswahlbezirk Utahs an und war die erste schwarze Republikanerin und die erste Person haitianischer Abstammung im Kongress.

## Leben
Mia Love wurde als Tochter haitianischer Eltern in Brooklyn (New York) geboren. Die Eltern waren beide 1974 in die Vereinigten Staaten eingewandert. Sie studierte darstellende Künste an der University of Hartford in Connecticut. Sie zog nach Utah, trat vom katholischen Glauben zur Kirche Jesu Christi der Heiligen der Letzten Tage über und heiratete den früheren Missionar Jason Love. Das Ehepaar hat drei Kinder.

## Politische Laufbahn
Love wurde 2003 in den Gemeinderat von Saratoga Springs gewählt. 2009 wurde sie Bürgermeisterin der Stadt. Sie war die republikanische Kandidatin für den vierten Wahlbezirk Utahs bei der Wahl 2012, unterlag aber mit einem Stimmenanteil von 48,5 gegen 48,8 Prozent äußerst knapp dem bisherigen Mandatsinhaber der Demokraten Jim Matheson. Nach Mathesons Verzicht auf eine erneute Kandidatur gewann sie den nun freigewordenen Sitz bei der Wahl 2014. Sie gewann die Wiederwahl 2016 in dem Bezirk, der die südlichen Vorstädte von Salt Lake City umfasst.
Love wurde als zukünftiger Star ihrer Partei gehandelt und stand für deren Reaktion auf die größere Diversifizierung der Gesellschaft. Als einzige Republikanerin gehörte sie dem Congressional Black Caucus an und distanzierte sich im Wahlkampf 2016 von Donald Trump, indem sie nicht bei der Republican National Convention erschien und Trump nach der Access-Hollywood-Affäre („Pussygate“) sowie nach dessen Bemerkung, Entwicklungsländer wie unter anderem ihr Herkunftsland Haiti seien „Scheißlochländer“ (shithole countries) als rassistisch kritisierte.
Bei der Wahl 2018 trat der Demokrat Ben McAdams gegen sie an. Bei den für die Demokraten generell günstigen Halbzeitwahlen nach Präsident Trumps Wahlsieg 2016 galt McAdams, der beliebte bisherige Bürgermeister des Salt Lake County, als ernsthafter Herausforderer Loves. Sie war als einzige Mandatsinhaberin aus Utah gefährdet, zumal Trump bei der Präsidentschaftswahl in diesem Bezirk nur 39 Prozent der Stimmen erhalten hatte (Clinton 32 Prozent, der Rest ging an den Unabhängigen Evan McMullin). Ähnlich hohe Spendeneinnahmen und knappe Umfragevorsprünge Loves deuteten auf eine enge Wahl, sodass viele Beobachter diese als völlig offen einschätzen.
Im September 2018 erklärte sich Love bereit, einen Teil der 1,15 Millionen an Spendeneinnahmen ihres Wahlkampfs an die Federal Election Commission abzuführen. Die Einnahmen hatte ihre Wahlkampagne unter Verletzung der gesetzlichen Obergrenzen als Spenden für eine potenzielle Vorwahl deklariert, obwohl sie bereits Ende April 2018 in einer Parteiversammlung die Nominierung erreichte, kein Gegenkandidat ersichtlich war und sie auch keine Vorbereitungen für eine Vorwahl getroffen hat. Die progressive Non-Profit-Organisation Alliance for a Better Utah reichte daraufhin eine Beschwerde gegen Love ein, während McAdams ihr vorwarf, die Regeln unfair zu ihrem Vorteil ausgenutzt zu haben („gaming the system“).
McAdams besiegte Love knapp mit 50,1 zu 49,9 Prozent der Stimmen, was erst nach zwei Wochen Auszählung und einer gerichtlichen Verfügung feststand. Präsident Trump hatte bereits am Wahlabend, als McAdams knapp führte, gesagt, Love habe Trump „keine Liebe“ gezeigt und deshalb verloren. Sie schied zum 3. Januar 2019 aus dem Kongress aus. In ihrer Erklärung zur Niederlage sagte Love, Trump sei zu Beziehungen nicht in der Lage, sondern nur zu bequemen Geschäftsverhandlungen (convenient transactions). Das sei nicht ausreichend für Politik. Sie werde sich nicht aus der Öffentlichkeit zurückziehen.

## Letzte Lebensjahre
Im Februar 2022 wurde bei Love ein Glioblastom, ein Hirntumor, diagnostiziert. In Folge einer Operation wurde 95 Prozent des Tumors chirurgisch entfernt. Doch der Tumor wuchs in den folgenden Monaten erneut. Anfang März 2025 wurden alle lebenserhaltenden Maßnahmen eingestellt. Mia Love starb am 23. März 2025 im Alter von 49 Jahren.